# Pfarrkirche Obergrünbach

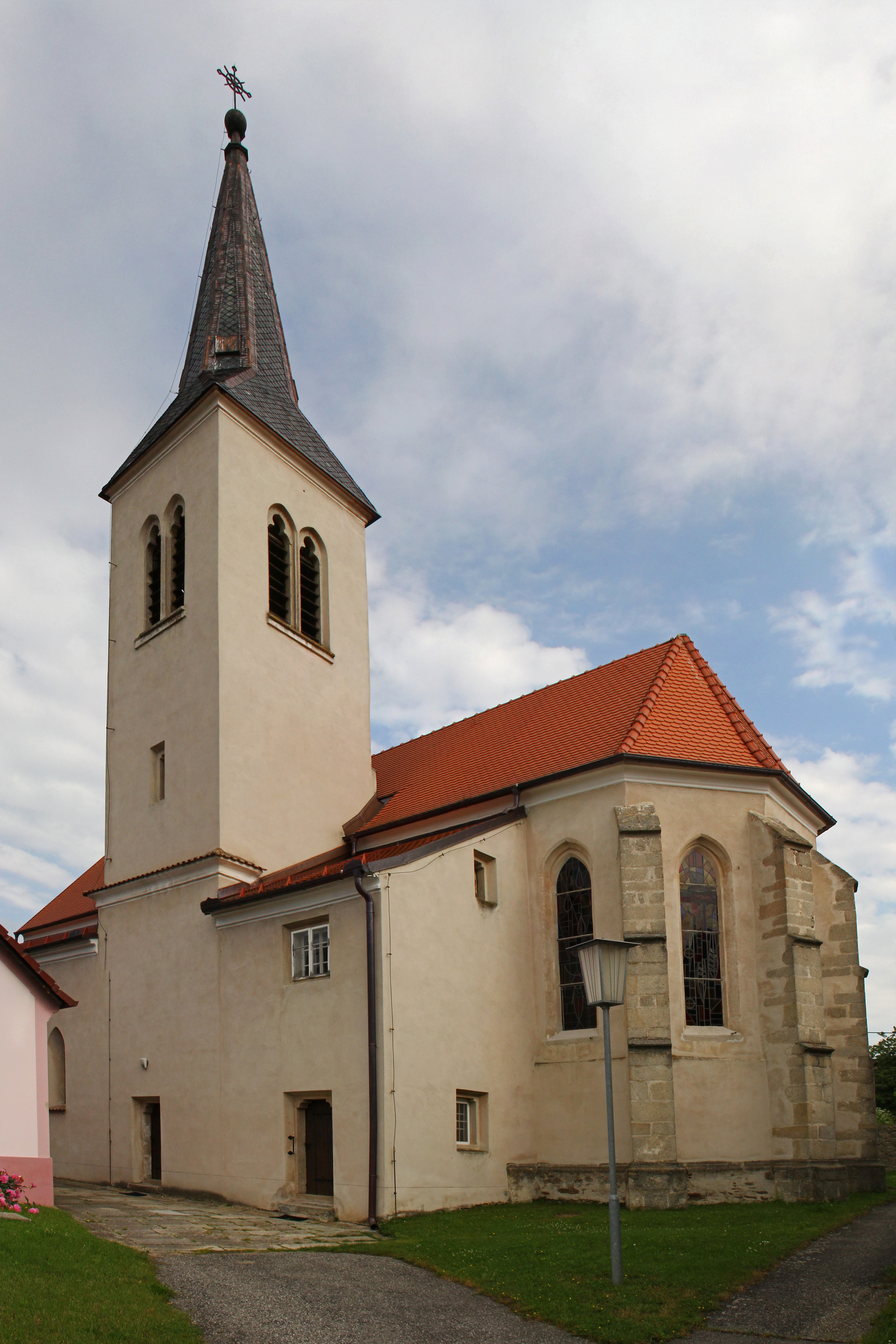
Katholische Pfarrkirche hl. Vitus in Obergrünbach

Die römisch-katholische Pfarrkirche Obergrünbach steht erhöht im Nordwesten der Ortschaft Obergrünbach in der Marktgemeinde Karlstein an der Thaya im Bezirk Waidhofen an der Thaya in Niederösterreich. Die dem Patrozinium hl. Vitus unterstellte Pfarrkirche gehört zum Dekanat Waidhofen an der Thaya in der Diözese St. Pölten. Die Kirche steht unter Denkmalschutz (Listeneintrag).

## Geschichte
Um 1300 ein Vikariat wurde die Kirche im Jahr 1560 zur Pfarrkirche erhoben. Der erste Turm und die Oratorien entstanden 1783. Nach einem Brand 1865 wurde im Jahr 1868 die Kirche durch den Baumeister Franz Hornek erneuert und erweitert und 1869 geweiht.

## Architektur
Die Kirche ist von einer Mauer und vom ehemaligen Pfarrhof im Osten umgeben.
Die dreischiffige Hallenkirche, im Kern gotisch und durch einen neugotischen Umbau verändert, hat einen Südturm.

## Einrichtung
Die Einrichtung ist neugotisch.
Den Hochaltar baute Robert Hanel 1913, der vergoldete dreiachsige Altarschrein trägt die Statuen der Heiligen Josef, Vitus und Leopold und im Gesprenge ein Kruzifix. Die Seitenaltäre sind im Aufbau angeglichen. Den linken Seitenaltar baute der Tischler Anton Schlögl, er zeigt das Altarblatt Heilige Sebastian und Rochus und in den seitlichen Ziborien die Heiligen Barbara und Maria. Der rechte Seitenaltar trägt in der polygonalen Mittelnische die Statue hl. Sebastian und seitlich die älteren Schnitzfiguren der Heiligen Maria und Johannes Evangelist, wohl barocke Überarbeitungen ehemals gotischer Figuren. 
Die polygonale Kanzel schuf Anton Kargel 1869. Die Konsolfiguren Herz Jesu und hl. Maria schuf Josef Rifesser 1910, die Konsolfigur hl. Antonius von Padua entstand 1917.
Das dreiachsige Orgelgehäuse baute Franz Jüstel 1869. Das Schleifladen-Instrument verfügt über acht Register, die auf ein Manual und Pedal verteilt sind. Die Trakturen sind mechanisch.
| Werk C–g3    |       |
| 1. Flöte     | 8′    |
| 2. Bourdon   | 8′    |
| 3. Principal | 4′    |
| 4. Octava    | 2′    |
| 5. Gamba     | 8′    |
| 6. Mixtur IV | 2 ⁄3′ |

| Pedalwerk C–h1 |     |
| 7. Subbass     | 16′ |
| 8. Octav-Bass  | 8′  |

## Grabdenkmäler
- Ein Fragment einer gotischen Grabplatte
- Eine Inschriftgrabplatte von 1735